# جوردن هاليداي
جوردن هاليداي (بالإنجليزية: Jordan Halliday)‏ هو مدافع عن حقوق الحيوان ‏ أمريكي، ولد في 11 أغسطس 1987 في ويست جوردان في الولايات المتحدة.